# The Simpsons Hit & Run
The Simpsons Hit & Run è un videogioco action-adventure del 2003, sviluppato da Radical Entertainment e pubblicato da Vivendi Games per PlayStation 2, Xbox, GameCube e Windows; si tratta del ventesimo videogioco basato sulla famiglia Simpson, protagonista dell'omonima serie animata.

## Sinossi
I cittadini di Springfield sono diventati sempre più sospettosi riguardo all'improvvisa apparizione di vespe giganti, misteriosi furgoni neri e videocamere in tutta la città; interpretando a turno i ruoli di Homer, Marge, Bart, Lisa e Apu, il giocatore dovrà svelare lo strano mistero che tormenta Springfield.

## Modalità di gioco
I personaggi del videogioco sono cinque: Homer, Marge, Bart, Lisa e Apu.
Per ciascuno sono disponibili una differente gamma di costumi, tutti ispirati alla serie TV. I costumi si possono comprare in luoghi come il Jet Market, il bar di Boe o il Sotterraneo dell'Androide.
Nessuno dei personaggi possiede un'arma (se non l'auto) e quindi combattono a mani nude.
Ogni livello è ambientato in una zona distinta di Springfield per tre zone completamente esplorabili.
- Evergreen Terrace (Livelli 1, 4 e 7): è il quartiere dove abitano i Simpson, e dove tra le molte cose possiamo trovare, la centrale nucleare, il jet market, la scuola elementare, la Prima chiesa di Springfield e la casa di riposo.
- Downtown (Livelli 2 e 5): è il centro della città con grattacieli alti e la sede del municipio, l'ospedale e lo stadio di Springfield, ma sono presenti anche i sobborghi dove troviamo il bar di Boe, e la scuola guida di Patty e Selma, la zona centrale e i sobborghi sono collegati dalla superstrada Matlock.
- Squidport (Livelli 3 e 6): la terza e ultima zona è incentrata sulla zona portuale di Springfield, qui troviamo i Krusty Studios, il casinò di Mr. Burns, il sotterraneo dell'androide, la diga del lago Springfield e l'osservatorio astronomico.

Dal primo all'ultimo livello si può notare lo scorrere della giornata, infatti il primo livello è ambientato di giorno e via via l'ultimo è ambientato di notte fonda. L'ultimo livello è dedicato ai vari special di Halloween.
Girovagando per livelli ci imbatteremo in vespe meccaniche (wasp cameras) che ci spareranno dei raggi e quindi ci toglieranno monete, per abbatterle è necessario usare l'attacco mentre si è in aria ma a volte è possibile distruggerle con il veicolo, a partire dal quinto livello le vespe saranno protette da degli scudi e bisogna colpirle due volte.
Durante il gioco ci si imbatte in "gags" (rappresentate da un luccichio azzurro), esse rappresentano qualche fatto divertente accaduto nella serie TV.
Inoltre, in ogni livello del gioco sono presenti 7 carte collezionabili sparse nell'area e rappresentano degli oggetti speciali introdotti in alcuni episodi della serie TV. Una volta raccolte in un unico livello si può sbloccare un circuito extra nel menù di gioco. Se si raccolgono tutte le carte del gioco è disponibile un filmato segreto, sbloccabile nel terzo livello.

### Veicoli
I veicoli sono il principale mezzo del gioco. È possibile guidare qualsiasi automobile che si trova per la strada e sono presenti più di 40 veicoli comparsi nella serie televisiva; ad ogni livello il protagonista riceve un'auto esclusiva:
- la Berlina Familiare (Family Sedan) per Homer nel primo livello;
- l'Honor Roller per Bart nel secondo;
- l'auto di Malibu Stacy (Malibu Stacy Car) per Lisa nel terzo;
- la Canyonero per Marge nel quarto;
- la Longhorn per Apu nel quinto;
- la Ferrini Rossa (Ferrini Red) per Bart nel sesto;
- la Sportiva Anni 70 (70's Sports Car) per Homer nel settimo.

In ogni livello è possibile comprare due auto da Gil situato all'interno del livello, vincerne una completando le tre gare presenti in tutti i livelli, comprarne una da un personaggio diverso e vincerne una completando la missione bonus.
In ogni livello inoltre è possibile trovare un veicolo speciale nascosto, sempre ispirato alla serie TV. Se viene distrutto, ricomparirà dove è stato preso.

### Missioni
Nel gioco vengono assegnate delle missioni da parte di alcuni personaggi. Esse possono avere vari obiettivi.
- Inseguimento: l'obiettivo è seguire un'auto senza però distanziarla troppo.
- Distruzione: l'obiettivo è distruggere un'auto entro un tempo prestabilito.
- Colpisci e raccogli: l'obiettivo è raccogliere un certo numero di oggetti colpendo l'auto nemica, che ad ogni scontro fa cadere un oggetto diverso.
- Segui e raccogli: l'obiettivo è seguire l'auto avversaria e raccogliere un certo numero di oggetti che ogni tanto verranno fatti cadere dall'automobile.
- Raccogli: l'obiettivo è raccogliere uno o più oggetti entro il limite di tempo.
- Vai a...: l'obiettivo è raggiungere un luogo entro il limite di tempo.
- Gareggia: l'obiettivo è arrivare in un certo luogo prima dell'avversario.
- Semina: l'obiettivo è riuscire a seminare l'avversario prima che ci distrugga.

In ogni livello è presente una missione speciale assegnata da un personaggio; se completata, ci procurerà l'auto del personaggio per cui abbiamo svolto il compito.
Gare
In ogni livello sono presenti quattro gare. Tre di queste sono obbligatorie per sbloccare un veicolo extra.
- Contro il tempo (Milhouse): consiste nel completare un circuito in un numero di giri entro il tempo limite. Non ci sono avversari in questa sfida.

- Circuito (Nelson): si gareggia contro degli avversari in un circuito cittadino, e vince chi arriva primo.
- Sfida a checkpoint (Ralph): bisogna arrivare primo in una gara che varia da un punto A a un punto B.
- Scommessa (Lou): l'iscrizione a questa gara richiede un pagamento. La sfida consiste nel completare un giro intero di tutto il livello entro un tempo limite. Il montepremi varia a seconda della difficoltà della gara. Non è obbligatorio per sbloccare il veicolo extra.

## Accoglienza
La rivista Play Generation diede alla versione per PlayStation 2 un punteggio di 81/100, reputandolo non perfetto ma apprezzando la presenza di molti personaggi della serie, criticando però il fatto che non fosse stato doppiato in italiano.
Il gioco è stato elogiato da critici e giocatori, venendo spesso etichettato come il "Grand Theft Auto dei Simpson".